# Вароатоз
Варроатоз (у просторіччі варроз) — захворювання медоносних бджіл, яке викликається кліщом Varroa destructor. Кліщ Varroa описаний ще на початку XX століття, але паразитував він лише на індійській бджолі Apis cerana indica. Проте в 1960-х роках кліщ став паразитувати і на медоносних бджолах (Apis mellifera), поширившись на весь світ і завдаючи серйозної шкоди бжільництву.